# Марченков Михайло Петрович
Михайло Петрович Марченков, в деяких документах Марченко (1 листопада 1899 , Красний Шадим, Наровчатський повітd, Пензенська губернія, Російська імперія  — березень 1980 , СРСР ) — генерал-лейтенант, начальник внутрішніх військ НКВС Українського округу з 17.03.43 до 12.07.45.

## Ранні роки
Народився у селі Шадимський Майдан Наровчатівського повіту Пензенської губернії (нині — с. Красний Шадим Ковилкінського району Мордовії) в селянській сім'ї. Росіянин. Закінчив 3-класне сільське училище.
- З грудня 1919 до серпень 1919 — у РСЧА: червоноармієць 1-го Пензенського стрілецького полку ;
- серпень 1919 — лютий 1920 — на піхотно-командних курсах;
- лютий-червень 1920 — пом. коменданта штабу Приволзького сектору ВНУС (війська внутрішньої служби).

Член РКП(б) з липня 1920 року.
У 1938 році заочно закінчив Військову академію імені М. В. Фрунзе.

## В військах і органах ВЧК-ОГПУ-НКВД-МВД
- З травня 1938 — начальник штабу ордена Леніна Окремої мотострілецької дивізії особливого призначення військ НКВД ім. Ф. Е. Дзержинського (ОМСДОН НКВД).
- З березня 1941 — командир Окремої мотострілецької дивізії особливого призначення військ НКВД ім. Ф. Е. Дзержинського.
- З лютого 1943 — начальник внутрішніх військ НКВД Українського округу, з липня 1945 — начальник внутрішніх військ НКВД Білоруського округу.
- З листопада 1946 — начальник курсів удосконалення керівних працівників МВС ордену Леніна Червонопрапорного військового інституту МВС.
- З червня 1947 — заступник начальника Управління військ МВС СРСР по охороні особливо важливих об'єктів промисловості і залізниць.
- З січня 1949 — начальник Управління військово-навчальних закладів військ МВС СРСР.
- З квітня 1953 — начальник Управління навчальних закладів МВС СРСР
- З квітня 1957 р. — начальник 4-го відділу штабу ГУПВ КДБ при РМ СРСР.

Наказом КДБ при СМ СРСР № 133 від 7 квітня 1958 року звільнений в запас по хворобі.

## Звання
- майор (22.04.36);
- полковник)13.02.38);
- комбриг (23.11.39);
- генерал-майор (04.06.40);
- генерал-лейтенант (17.11.44).

## Нагороди
- орден Леніна (21.02.45);
- 2 ордени Червоного Прапора (1922, 03.11.44);
- орден Суворова 2 ст. (21.09.45);
- орден Кутузова 2 ст. (20.10.44);
- 4 ордени Червоної Зірки (23.06.39, 14.04.43, 30.01.51, 28.10.67);
- 12 медалей;
- знак «Почесний працівник ВЧК-ГПУ (XV)» (29.08.36).